# Cheminée Vue Belle
La cheminée Vue Belle est la cheminée d'une ancienne usine sucrière de l'île de La Réunion, département d'outre-mer français dans le sud-ouest de l'océan Indien. Située à Vue Belle à Saint-Paul, elle est inscrite en totalité à l'inventaire supplémentaire des Monuments historiques depuis le 2 mai 2002, ainsi que son terrain d’assiette,.